# Adoneta
Adoneta is een geslacht van vlinders van de familie slakrupsvlinders (Limacodidae).

## Soorten
- A. bicaudata Dyar, 1904
- A. gemina Dyar, 1906
- A. pygmaea Grote & Robinson, 1868
- A. spinuloides (Herrich-Schäffer, 1854)